# Angela Creager
Angela N. H. Creager (1963) é uma bioquímica e historiadora da ciência estadunidense.
É autora de The Life of a Virus: Tobacco Mosaic Virus as an Experimental Model, 1930-1965 (University of Chicago Press, 2002), sobre o vírus do mosaico do tabaco, e Life Atomic: A History of Radioisotopes in Science and Medicine (University of Chicago Press, 2013), sobre o uso de radioisótopos em ciência e medicina.
Foi editora de Feminism in Twentieth-Century Science, Technology, and Medicine (University of Chicago Press, 2002), com Elizabeth Lunbeck e Londa Schiebinger, The Animal/Human Boundary: Historical Perspectives (University of Rochester Press, 2002), com William Chester Jordan, e Science without Laws: Model Systems, Cases, Exemplary Narratives (Duke University Press, 2007), com Elizabeth Lunbeck e M. Norton Wise.